# Jakub Slawik
Jakub Slawik (ur. 25 listopada 1966) – polski teolog ewangelicki, doktor habilitowany nauk teologicznych, specjalista w zakresie teologii biblijnej, profesor nadzwyczajny Chrześcijańskiej Akademii Teologicznej w Warszawie. Od 2024 prorektor ds. kształcenia ChAT. W kadencjach 2020–2024 oraz 2024-2028 dyrektor Szkoły Doktorskiej ChAT.

## Życiorys
Studia teologiczne w Chrześcijańskiej Akademii Teologicznej (1985-1991). Odbył staż naukowy na Wydziale Teologii Ewangelickiej w Rheinische Friedrich-Wilhelms-Universität Bonn (1992-1993). Tytuł magistra teologii uzyskał na podstawie pracy pt. ”Egzegeza i teologia Księgi Jonasza” w 1991. W 1999 otrzymał w Wydziale Teologicznym ChAT stopień naukowy doktora w oparciu o rozprawę pt.Historia redakcji pierwszej części Księgi Deuteroizajasza (Iz 40-48). W 2011 uzyskał na tej samej uczelni stopień doktora habilitowanego na podstawie dorobku naukowego oraz rozprawy pt. Hiob przed Bogiem. Studium egzegetyczne prologu i epilogu Księgi Hioba oraz mów Hioba. Był adiunktem w Katedrze Wiedzy Starotestamentowej i Języka Hebrajskiego na Wydziale Teologicznym ChAT a od 2012 jest profesorem nadzwyczajnym w tej katedrze i jej kierownikiem.
10 maja 2012 wybrano go prodziekanem Wydziału Teologicznego ChAT na kadencję 2012-2016. 10 marca 2016 został ponownie wybrany na tę funkcję na kadencję 2016–2020. Po raz kolejny został prodziekanem Wydziału Teologicznego ChAT w 2020 (kadencja do 2024).
W 2015 został redaktorem naczelnym czasopisma Rocznik Teologiczny.
Został powołany na stanowisko dyrektora Szkoły Doktorskiej ChAT w kadencji 2020–2024.
W 2024 objął stanowisko prorektora do spraw kształcenia ChAT w kadencji 2024-2028.

## Odznaczenia
W 2014 został odznaczony Medalem Komisji Edukacji Narodowej.

## Wybrane publikacje
- Egzegeza Starego Testamentu. Wprowadzenie do metod egzegetycznych, Chrześcijańska Akademia Teologiczna w Warszawie, Warszawa 2004
- Hiob przed Bogiem. Studium egzegetyczne prologu i epilogu Księgi Hioba oraz mów Hioba, Chrześcijańska Akademia Teologiczna w Warszawie, Warszawa 2010
- Deuteroizajaszowy sługa JHWH. Studium egzegetyczne, Wydawnictwo Naukowe ChAT, Warszawa 2021 ISBN 978-83-60273-56-2
- Dosłowne i metaforyczne cudzołóstwo i prostytucja: n)p i znh w Biblii Hebrajskiej, Wydawnictwo Naukowe ChAT, Warszawa 2024 ISBN 978-83-60273-81-4